# Pilade (opera teatrale)
Pilade è un'opera teatrale dello scrittore italiano Pier Paolo Pasolini. La tragedia fu concepita nel 1966 e pubblicata su Nuovi Argomenti nel 1967, prima di essere portata sulle scene per la prima volta nel 1969, al Teatro antico di Taormina. Pasolini scrisse l'opera dopo aver completato la traduzione dell'Orestea di Eschilo, di cui Pilade è un sequel ideologico che immagina il ritorno di Oreste ad Argo dopo l'assoluzione all'Areopago. 

## Trama
Oreste torna trionfalmente nella città di Argo, dove istituisce il culto di Atena come ringraziamento per l'aiuto ricevuto dalla dea durante il processo. Atena diventa quindi il nume tutelare della città e infonde su di essa, grazie alle politiche adottata da Oreste, un'impronta profondamente razionalista e di tipo capitalista, che grazie a un culto eccessivo del progresso trasforma in breve tempo il volto della polis. Mentre Oreste è interamente votato al futuro, sua sorella Elettra è saldamente ancorata a un passato che si rifiuta di lasciare andare. Anche Pilade, fedele compagno di Oreste, non condivide la cieca ossessione dell'amico per il progresso, dato che sa che dimenticare il passato non è solo impossibile, ma pericoloso.
La "profezia" di Pilade si rivela corretta e senza le lezioni impartire dalla storia, la città sprofonda nei vecchi errori: le stesse Eumenidi si trasformano nuovamente in Erinni e tornano a tormentare la città di Argo. Pilade smaschera quindi il progetto di Oreste come una falsa rivoluzione, dato che i cambiamenti che ha apportato sono soltanto superficiali e non hanno modificato in alcun modo l'ordine precostituito. Ma Oreste, accecato dal potere, vede la critica di Pilade come un attacco alla sua autorità e al vecchio amico non resta che l'esilio. Pilade lascia quindi Argo, la dittatura della Ragione imposta da Atena, e si incammina alla ricerca della sua rivoluzione irrealizzabile.

## Rappresentazioni
Il testo della tragedia fu stampato per la prima volta in due puntate su Nuovi Argomenti nel luglio e nel dicembre 1967 e l'opera fu accolta freddamente dalla critica. Giovanni Cutruffelli ha diretto la prima di Pilade sulle scene, avvenuta al Teatro antico di Taormina nell'agosto 1969 con la Compagnia Siciliana del Teatro.
Nel 1981 Melo Freni ha diretto un nuovo allestimento al Teatro Romano di Benevento e, nella sua visione dell'opera, Freni decide di coinvolgere il pubblico e portare la platea al centro dell'azione; facevano parte del cast Franco Interlenghi, Luigi Mezzanotte, Mario Maranzana e Ida Di Benedetto. Nel 1993 Luca Ronconi cura la regia di una nuova messa in scena a Torino.